# Watkins Glen
Watkins Glen je obec v okrese Schuyler County, stát New York, USA. Žije zde přibližně 1 900 obyvatel.
Obec se nachází na jižním cípu jezera Seneca, v turistické oblasti známé mnoha vodopády a jezery. Watkins Glen je velmi známé i jako dějiště automobilových závodů. V roce 1973 se na blízké závodní dráze konal rockový festival, který navštívilo asi 600 000 diváků.

## Motorsport ve Watkins Glen
Závodní okruh ve Watkins Glen patří mezi přední silniční závodní tratě ve Spojených státech. První Watkins Glen Sports Car Grand Prix se konala v roce 1948 na veřejných ulicích v obci a okolí. Původní trať měřila 6,6 mil (10,6 km) a procházela středem obce. V roce 1956 byl otevřen nový okruh, na kterém se mimo jiné závody pořádaly v letech 1961–1980 i závody vozů Formule 1.

## Dějiny
Obec byla založena v roce 1842 jako Gardnervile, ale byla později přejmenována Watkins po zakladateli Dr. Samuelu Watkinsovi. Současný název Watkins Glen byl přijat v roce 1926. První osídlení Evropany v oblasti začalo kolem roku 1800.